# Deo Baldi
Deo Baldi (1911. május 18. – ?) olasz labdarúgó, posztja középpályás.

## Pályafutása
1929 és 1937 között a Triestina, 1937 és 1940 között az Unione Venezia, 1940 és 1942 között a Mestre, 1944-ben a Trieste labdarúgója volt.

## Fordítás
Ez a szócikk részben vagy egészben  a   Deo Baldi című olasz Wikipédia-szócikk ezen változatának fordításán alapul.  Az eredeti cikk szerkesztőit annak laptörténete sorolja fel. Ez a jelzés csupán a megfogalmazás eredetét és a szerzői jogokat jelzi, nem szolgál a cikkben szereplő információk forrásmegjelöléseként.